# Alchemilla procumbens
Alchemilla procumbens é uma espécie de rosácea do gênero Alchemilla, pertencente à família Rosaceae.